# A Collection of Rarities and Previously Unreleased Material
A Collection of Rarities and Previously Unreleased Material är den amerikanska musikern John Maus första samlingsalbum.
Det släpptes den 16 juli 2012 på skivbolaget Ribbon Music.

## Låtlista
| Nr  | Titel                    | Längd |
| --- | ------------------------ | ----- |
| 1.  | North Star               | 2:32  |
| 2.  | The Law                  | 1:38  |
| 3.  | Castles in the Grave     | 2:25  |
| 4.  | Angel of the Night       | 4:23  |
| 5.  | Mental Breakdown         | 4:49  |
| 6.  | Bennington               | 2:56  |
| 7.  | Big Dumb Man             | 2:15  |
| 8.  | No Title (Molly)         | 3:09  |
| 9.  | Lost                     | 2:49  |
| 10. | All Aboard               | 2:51  |
| 11. | This is the Beat         | 2:23  |
| 12. | My Hatred is Magnificent | 2:56  |
| 13. | The Fear                 | 5:41  |
| 14. | Fish With Broken Dreams  | 1:14  |
| 15. | Rock the Bone            | 2:49  |
| 16. | I Don't Eat Human Beings | 3:41  |